# Patrick Hamilton (mártir)
Patrick Hamilton (1504 – 29 de fevereiro de 1528) foi um clérigo escocês e um dos primeiros reformadores protestantes na Escócia. Patrick viajou à Europa continental e ali conheceu vários dos principais pensadores reformados, antes de retornar à Escócia para pregar. Hamilton começou a pregar na Escócia em 1527 e foi convidado como amigo pelo Arcebispo James Beaton Arcebispo Beaton - seu futuro algoz - para uma conferência em St. Andrews. Ali, caiu nas desgraças do Arcebispo Beaton, que o viu como herege, julgando-o assim e o condenado; entregou-o às autoridades seculares para ser queimado na fogueira em St. Andrews, pelo que veio a se tornar o primeiro mártir da Reforma na Escócia. . Depois da morte de Hamilton, outros que tinham versões do Novo Testamento ou que professavam doutrinas reformadas foram queimados ou condenados a punições severas, e alguns fugiram do país.

## Vida pregressa
Hamilton era o segundo filho de Sir Patrick Hamilton de Kincavil e Catherine Stewart, filha de Alexander, Duque de Albany, segundo filho de James II da Escócia . Ele nasceu na diocese de Glasgow, provavelmente na propriedade de seu pai em Stanehouse, em Lanarkshire, e provavelmente foi educado em Linlithgow. Em 1517 foi nomeado abade titular da Abadia de Fearn, Ross-shire. A renda dessa posição lhe pagou os estudos na Universidade de Paris, onde se tornou Mestre em Artes em 1520. Foi em Paris, onde os escritos de Martinho Lutero já geravam muita discussão, que ele aprendeu pela primeira vez as doutrinas que mais tarde defenderia. Segundo o teólogo do século XVI Alexander Ales, Hamilton foi posteriormente para Leuven, atraído provavelmente pela fama de Erasmo, que em 1521 tinha ali a sua sede.

## Retorno e ascenção
Ao retornar à Escócia, Hamilton escolheu St. Andrews, a capital da Igreja Católica na Escócia e da educação, como sua residência. Em 9 de junho de 1523, tornou-se membro do St. Leonard's College, parte da Universidade de St. Andrews, e em 3 de outubro de 1524 foi admitido na faculdade de artes, onde foi primeiro aluno e depois colega do humanista e lógico renascentista John Mair. Na universidade, Hamilton alcançou tal influência que lhe foi permitido, como chantre, ministrar uma missa solene baseada em música de sua própria composição na Catedral de Santo André.

As doutrinas reformistas, no entanto, tinham obtido uma firme influência no jovem abade, e ele estava ansioso por comunicá-las aos seus compatriotas. No início de 1527, a atenção de James Beaton, Arcebispo de St. Andrews, foi direcionada à pregação herética do jovem padre, e ele ordenou que Hamilton fosse formalmente julgado. Hamilton fugiu para a Alemanha, matriculando-se como aluno, sob a orientação de Franz Lambert de Avignon, na nova Universidade de Marburg, inaugurada em 30 de maio de 1527 por Filipe de Hesse. Entre aqueles que conheceu estavam Hermann von dem Busche, um dos colaboradores da Epistolæ Obscurorum Virorum, John Frith e William Tyndale.
No final do outono de 1527, o Padre Hamilton retornou à Escócia, falando abertamente sobre suas convicções. Ele foi primeiro à casa de seu irmão em Kincavel, perto de Linlithgow, onde pregava com frequência e, logo depois, renunciou ao celibato clerical e se casou com uma jovem de posição nobre; seu nome não foi registrado. David Beaton, o abade de Arbroath, evitando a violência aberta por medo dos poderosos protetores de Hamilton, convidou-o para uma conferência em St Andrews. O jovem ministro, prevendo que iria “confirmar os piedosos na verdadeira doutrina” com sua morte, aceitou o convite e por quase um mês foi autorizado a pregar e debater.
Com a publicação de Patrick's Places em 1528, ele introduziu na teologia escocesa a ênfase de Martinho Lutero na distinção entre Lei e Evangelho.

## Julgamento e execução

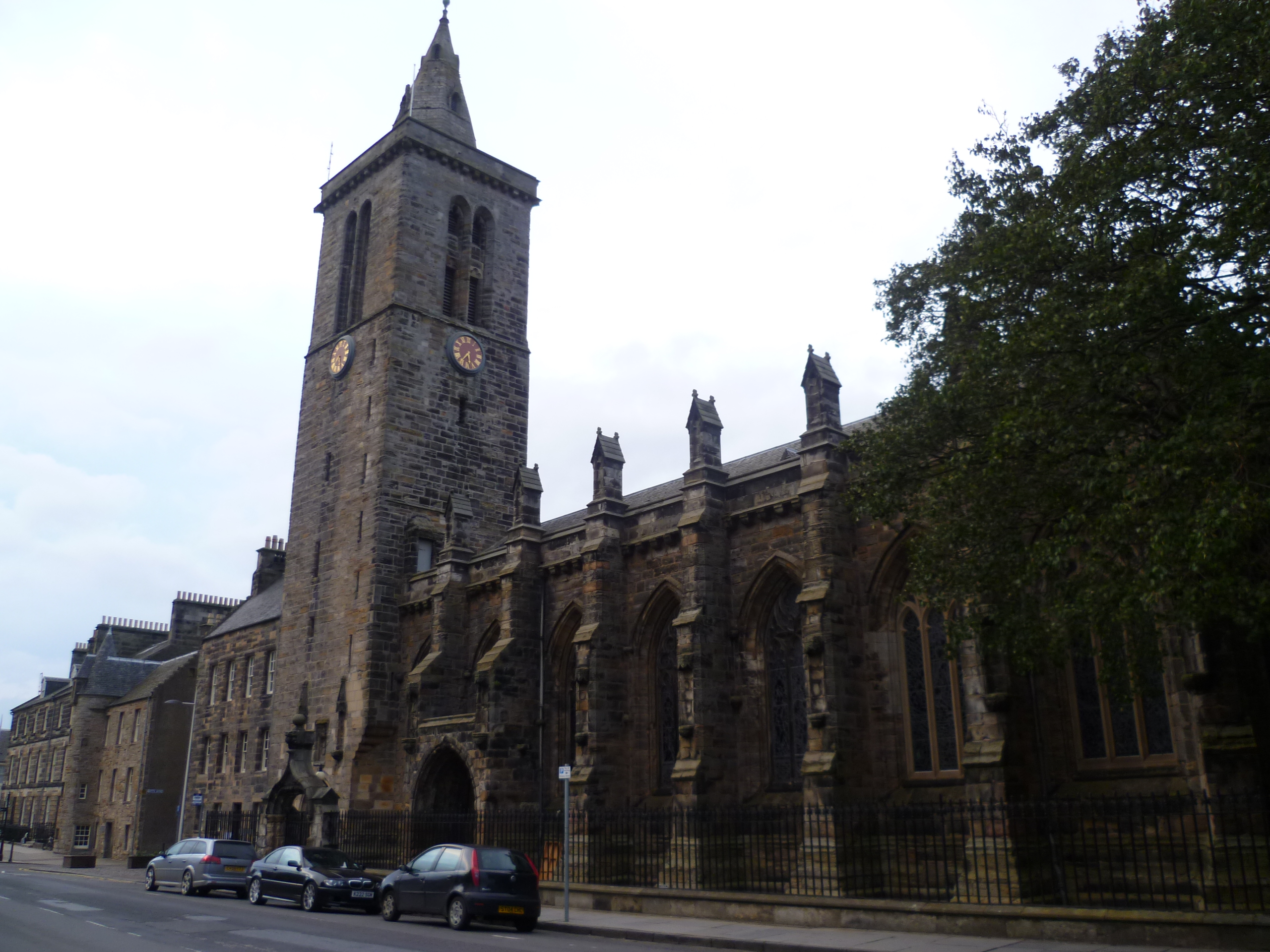
Colégio e Capela de São Salvador

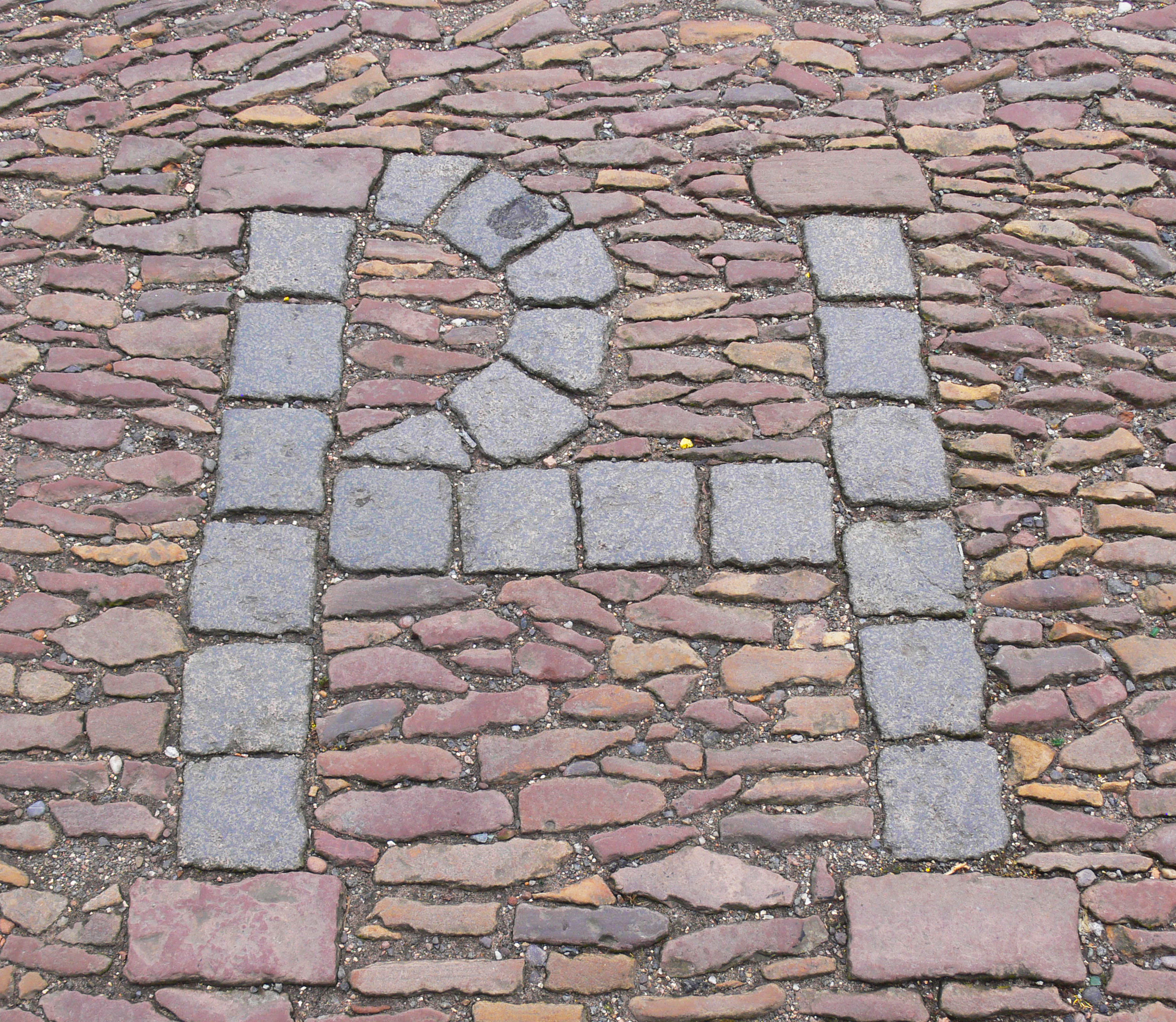
Em comemoração ao martírio de Patrick Hamilton, suas iniciais foram colocadas no pavimento do local de sua execução.

Por fim, ele foi convocado perante um conselho de bispos e clérigos presidido pelo arcebispo. Houve treze acusações, sete baseadas nas doutrinas de Loci Communes, de Filipe Melanchthon, a primeira exposição teológica do estudo e dos ensinamentos bíblicos de Martinho Lutero, em 1521. Durante o interrogatório, Hamilton expressou sua crença na verdade e o conselho o condenou à morte por todas as treze acusações. Hamilton foi capturado e supostamente entregue aos soldados com base na garantia de que seria devolvido aos seus amigos sem ferimentos.  Entretanto, após um debate com Frei Campbell, o conselho o entregou ao poder secular para ser queimado na fogueira em frente à entrada principal da Capela de São Salvador, em St. Andrews. A sentença foi executada no mesmo dia para evitar o resgate por seu tio e impedir qualquer tentativa de resgate por amigos. Ele queimou do meio-dia às 18 horas e suas últimas palavras foram: "Senhor Jesus, recebe meu espírito".  O local é hoje marcado com um monograma de suas iniciais (PH) gravado nas pedras do pavimento da North Street, que os alunos evitam pisar até hoje por respeito e para evitar notas baixas em seus exames. 

## Legado
A execução de Hamilton atraiu mais interesse do que nunca ao luteranismo e contribuiu muito para a Reforma na Escócia. Dizia-se que o "fedor do Mestre Patrick Hamilton infectava todos os que sopravam". A coragem de Hamilton durante sua execução persuadiu Alexander Ales, que havia sido nomeado para convencer Hamilton de seus erros, a entrar na Igreja Luterana. Seu martírio é incomum, pois ele estava quase sozinho na Escócia durante a fase luterana da Reforma. Seus únicos escritos conhecidos, baseados em Loci communes e conhecidos como "Pontos de Patrick", ecoavam a doutrina da justificação pela fé e o contraste entre o evangelho e a lei em uma série de proposições claras. "Patrickes Places" não era o título do próprio Hamilton, mas foi dado na tradução para o inglês por John Fryth em 1564, e é apresentado no Livro 8 da edição de 1570 de "Atos e Monumentos" de John Foxe. .
Os estudantes da Universidade de St. Andrews tradicionalmente evitam pisar no monograma com as iniciais de Hamilton do lado de fora da Capela de St. Salvator por medo de serem xingados e reprovados nos exames finais. Para acabar com a maldição, os estudantes podem participar do mergulho anual de maio, onde tradicionalmente correm para o Mar do Norte às 5h para lavar seus pecados e azar.
Uma escola em Auckland, Nova Zelândia, chamada "Saint Kentigern College" tem uma casa com o nome de Patrick Hamilton.

## Catarina Hamilton
A irmã de Patrick, Katherine Hamilton, era esposa do capitão do Castelo de Dunbar e também uma protestante convicta. Em março de 1539, ela foi forçada ao exílio em Berwick upon Tweed por causa de suas crenças. Ela já estivera na Inglaterra antes e conheceu a rainha, Jane Seymour.
De acordo com o historiador John Spottiswood, Catarina foi levada a julgamento por heresia perante Jaime V em Holyroodhouse em 1534, e seu outro irmão, James Hamilton de Livingston, fugiu. O rei ficou impressionado com a convicção demonstrada em sua curta resposta ao promotor. Ele riu e falou com ela em particular, convencendo-a a abandonar sua profissão de fé. O outro acusado também se retratou pela primeira vez.
Uma peça sobre Katherine, com Patrick como personagem secundário, foi escrita por Rona Munro e encenada em turnê em 2024.

## Bibliografia

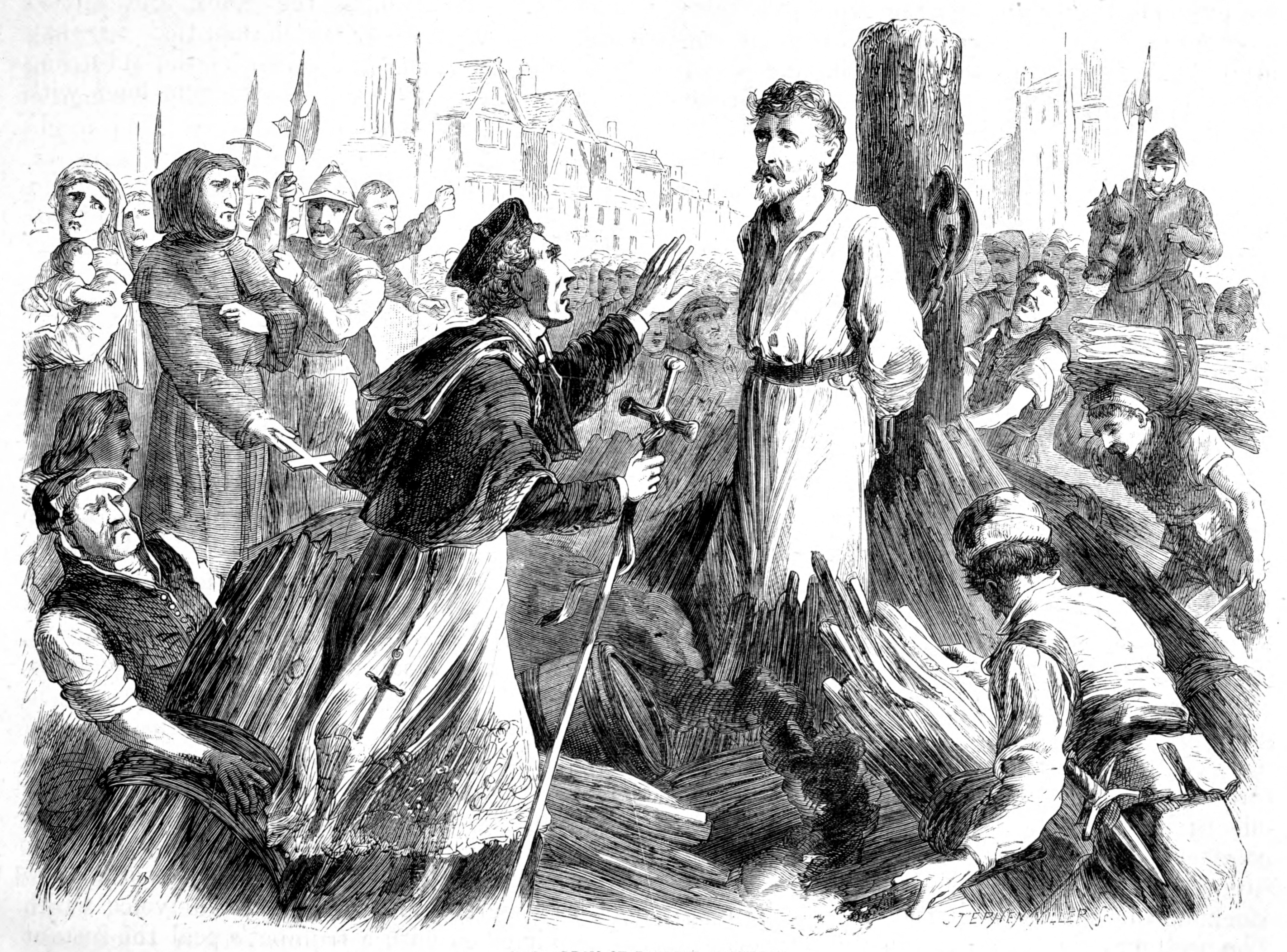
A morte de Patrick Hamilton